# Echium plantagineum
Echium plantagineum é uma espécie pertencente ao gênero Echium nativa da Europa ocidental (da Inglaterra ao sul da Península Ibérica), leste da Crimeia, norte de África, e sudeste da Ásia. O nome comum é soagem.